# Điền Cương Vĩnh Tín
Điền Cương Vĩnh Tín Đại Thiền Sư (kr: 전강영신대선사, Jeongang Yeongsin; zh: 전강영신대선사; 1898  – 1975), thiền sư hiện đại thuộc Tào Khê tông Hàn Quốc. Sư là pháp tử của Thiền sư Mãn Không Nguyệt Diện (mangong wolmyeon), sư được biết đến với việc sử dụng các công án Thiền để dạy các đệ tử và đưa họ tới giác ngộ.

## Tiểu sử
Sư sinh năm 1893 tại vùng Gokseong, tỉnh Jeollanam-do. Năm bảy tuổi, mẹ sư qua đời và sau đó cha sư đã tái hôn với một người phụ nữ khác. Đến năm sư 13 tuổi, cha cũng qua đời. Người mẹ kế bỏ rơi sư và cả con ruột của mình để lấy chồng khác. Tuy còn nhỏ nhưng sư phải làm nhiều việc để kiếm ăn như làm phụ việc cho các tay thợ săn, buôn bán...
Vào năm 16 tuổi, sư đến Hải Ấn Tự(Haeinsa; một trong ba ngôi tổ đình chính của Tông Tào Khê) tập sự và làm người đưa thư. Tại đây, sư kết thân với một chú tiểu 12 tuổi tên là Bongnyong- một người có tính cách can đảm và rất ham học hỏi. Tuy nhiên, không may sau đó người bạn Bongnyong bị bệnh và qua đời. Sư quán xét cái chết của những người thân như cha, mẹ, các anh em trước kia và người bạn thân hiện tại đã chết, thi thể được trà tỳ và nay chỉ còn lại những tro tàn. Qua sự kiện này, sư ngộ sâu sắc về lẽ vô thường cuộc đời và quyết tâm tu tập để giác ngộ.
Sau đó, sư chuyên tâm tham cứu công án Vô miên mật, mạnh mẽ đến độ chảy máu mũi, miệng nhưng vẫn không dừng việc tọa Thiền và chuyên tâm tu tập như thế hơn 8 năm. Vì thế mà sức khỏe đi xuống nghiêm trọng. Năm 23 tuổi, sư trở về quê hương và tu tập tại chùa Taensa trong kỳ Thiền thất kéo dài 90 ngày. Vào một đêm tại đây, khi đi dạo trên những bậc đá qua dòng suối,khi chú tâm lắng nghe tiếng dòng nước đang chảy, sư bỗng nhiên đạt Kiến tính, tất cả những nghi tình bấy lâu nay và sự sinh tử đều bị phá tan hết sạch. Sau khi đạt ngộ, sư đến gặp nhiều vị Thiền sư minh nhãn(đã kiến tính) đương thời để nhờ họ ấn chứng. Qua những cuộc pháp chiến với các vị Thiền sư như Huệ Nguyệt(Hyewol), Long Thành(Yongseong), Mãn Không(Mangong), Hán Nham(Hanam), Bowol sư được tất cả họ ấn khả chứng minh đã đại ngộ triệt để(giác ngộ hoàn toàn).
Từ đó, sư được chúng đề cử trở thành trụ trì trẻ nhất trong lịch sử phật giáo Hàn Quốc của Thông Độ Tự(Tongdosa; tổ đình chính của Tông Tào Khê) vào năm 32 tuổi. Và sau đó được mời đến đến thuyết giảng, dẫn chúng tu tập tại nhiều thiền đường của các chùa khác như: Pháp Trụ Tự(kr: Beobjusa), Vọng Nguyệt Tự (kr: Mangwolsa), Thông Hóa Tự (kr: Donghwasa), Phạm Ngư Tự (kr: Beomeosa), chùa Cheonchuksa, Long Châu Tự(kr: Yongjusa) và chùa Jeonggaksa.
Sư thuyết pháp hùng hồn và lập luận rất sắc bén, không ai có thể tìm thấy điểm sai sót và bắt bẻ những bài pháp của sư. Trong việc tu hành, sư luôn nghiêm khắc cả với chính mình và các môn đệ. Tuy tận tình hướng dẫn các đệ tử tu học, nhưng sư không bao giờ thể hiện tình thương của mình với các đệ tử ra bên ngoài.
Năm 1963, sư mở Thiền đường tại chùa Yongwangsa ở vùng Incheon. Tại đây, sư thu nhận tất cả những người có ý chí muốn tu tập Thiền, không phân biệt tăng ni hay phật tử và tận tâm dạy Thiền qua những bài thuyết pháp.

## Thị tịch
Vào ngày 13 tháng 1 năm 1975, trong khi đang thuyết pháp tại chùa Yonghwa ở Beopbo. Sư hỏi thính chúng: Sự đau khổ của vấn đề sinh tử là gì? Không ai trả lời, sư đáp: chín lần chín nhân ngược lại vẫn là tám mốt. Nói xong, sư ngồi kiết già rồi tịch.

## Tư tưởng
Sư cho rằng Thiền tông chính là con đường vĩnh cửu và chân thật nhất để có thể thấy được bản lai diện mục của chính mình. Khi ngộ rõ được khuôn mặt xưa nay rồi, người đó có thể làm chủ được vấn đề sinh tử luân hồi và thể nghiệm được phật tính thanh tịnh, thông qua việc thực hành thiền thoại đầu.
Sư cũng nhấn mạnh rằng không thể dùng tâm phân biệt ý thức để hiểu công án Thiền. Giống như bạn chỉ có thể biết nước nóng hay lạnh nếu bạn uống nó. Nếu bạn không có kinh nghiệm tu tập nào, bạn sẽ không bao giờ có thể đạt được đến sự khai ngộ. Theo cách này, Thiền là một con đường tu tập để manh lại sự giác ngộ, đây không phải là sự nhận thức khách quan mà là sự thành tựu tỉnh thức với sức mạnh tiềm tàng của tâm thông qua sự chứng ngộ của mỗi người.
Về quan điểm Thiền, việc bắt chước hành động kỳ lạ và ngôn cú của chư tổ hay phân tích các công án Thiền là điều cấm kỵ đối với người tu Thiền. Điều này đơn giản rằng không ai có thể khai ngộ nếu bắt chước hành động của người khác. Hơn nữa, công án thiền không phải là một câu đố và không thể giải quyết nó qua sự thông minh hay việc phân tích logic. Vì vậy thực hành Thiền chính là yếu tố quan trọng nhất trên con đường tu tập Thiền và không ngoài mục đích nào khác là để giải quyết vấn đề sinh tử của chính mình.
Việc tìm kiếm Phật ở bên ngoài hay tu tập để cầu thấy Phật là một sai lầm lớn, bởi vì bản chất chân thật của mỗi chúng sinh vốn là Phật và Phật không tách biệt với bản tâm chân thật này.